# 臺灣鐵道線區司令部
臺灣鐵道線區司令部是臺灣日治時期初期所設置之管理鐵路運輸的單位，隸屬於臺灣總督府陸軍局工兵部。該部門於1895年6月10日成立，該年9月24日解散，所掌事務由臨時臺灣鐵道隊接管。雖然當時依照〈臺灣總督府假條例〉已經在臺灣總督府民政局遞信部底下設有「鐵道課」，並實際處理鐵路運輸等業務，但鐵路事務的主導權仍在軍方系統的臺灣鐵道線區司令部手上。

## 沿革
臺灣鐵道線區司令部於1895年6月10日成立，司令官為當時臺灣總督府陸軍局工兵部長兒玉德太郎（陸軍工兵大佐）。該部門主要的任務是在維持清代臺灣鐵路最低限度的暢通，以支援日軍的軍事行動與物資運輸。司令部底下則先是在臺北、基隆兩車站設置「停車場司令部」，日後於其他各站增置「停車場司令部」。
而在1895年8月成立的臨時臺灣鐵道隊來臺後，臺灣鐵道線區司令部於9月24解散，底下各「停車場司令部」改隸於臨時臺灣鐵道隊。1896年3月，基隆、臺北、新竹三站的司令部事務由該守備隊士官下士兼任，後於該年7月2日關閉，事務改由各站站長處理。

## 停車場司令部
停車場司令部以臺北、基隆兩站設置最早，於1895年6月12日開始執行業務，而後陸續增設。臨時臺灣鐵道隊成立後，臺灣總督府陸軍局長於1895年9月22日修正鐵道輸送規則及鐵道線路行進規定，於鐵道線路端末與中間重要的車站設置停車場司令部，並隸屬於臨時臺灣鐵道隊長，後來發佈總督府鐵道規則後，停車場司令部在1896年7月2日廢除。以下列出1895年時各停車場司令部的資料：
| 名稱               | 設置時間      | 首任司令官               |
| ------------------ | ------------- | ------------------------ |
| 臺北停車場司令部   | 1895年6月10日 | 倉田房吉（陸軍步兵中尉） |
| 基隆停車場司令部   | 1895年6月10日 | 內藤政任（陸軍步兵少尉） |
| 水返腳停車場司令部 | 1895年7月31日 | 都築直基（陸軍步兵大尉） |
| 海山口停車場司令部 | 1895年7月31日 | 岩尾惇正（陸軍步兵大尉） |
| 桃仔園停車場司令部 | 1895年7月31日 | 中島康直（陸軍步兵大尉） |
| 中壢停車場司令部   | 1895年7月31日 | 若山兵彌（陸軍步兵大尉） |
| 大湖口停車場司令部 | 1895年7月31日 | 小野憑正（陸軍步兵大尉） |

## 鐵道課
鐵道課是首任臺灣總督樺山資紀來臺途中裁決的〈臺灣總督府假條例〉中的編制之一，隸屬於民政局遞信部。臺灣鐵道線區司令部成立時，在臺灣總督府陸軍局工兵部臨時鐵道隊中工作的日本遞信省鐵道技師小山保政受命擔任「運輸擔當」，負責鐵路運輸事務，而小山保政也在該年6月時擔任鐵道課課長。在鐵道課之下，設有經理、運輸、建築、汽車、測量、庶務六個掛，其中建築掛負責清代臺灣鐵路的修築與新竹以南到香山的延伸工程。鐵道課的事務所於1895年8月30日遷到大稻埕河溝頭街227番地的民宅（屋主為黃經），接近工廠與當時的臺北車站。臨時臺灣鐵道隊長山根武亮於9月17日來臺後，當天即接管並裁撤鐵道課，但相關業務直到10月1日才由鐵道課長小山保政徹底移交給臨時臺灣鐵道隊鐵道班長江種同（也是遞信省鐵道技師）。